# 第3SS装甲師団

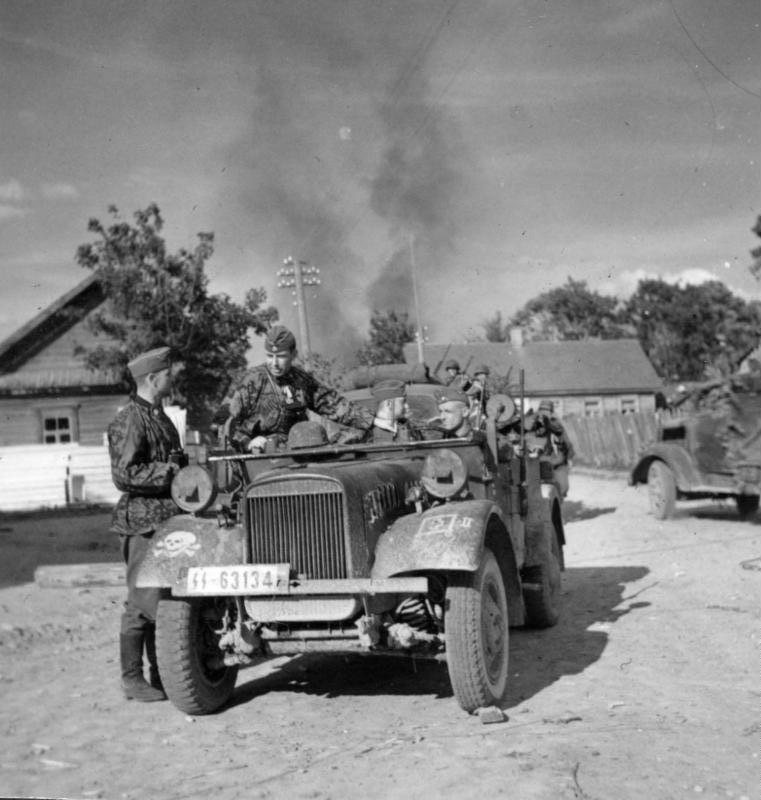
1941年6月、バルバロッサ作戦で自動車を伴った第3SS師団

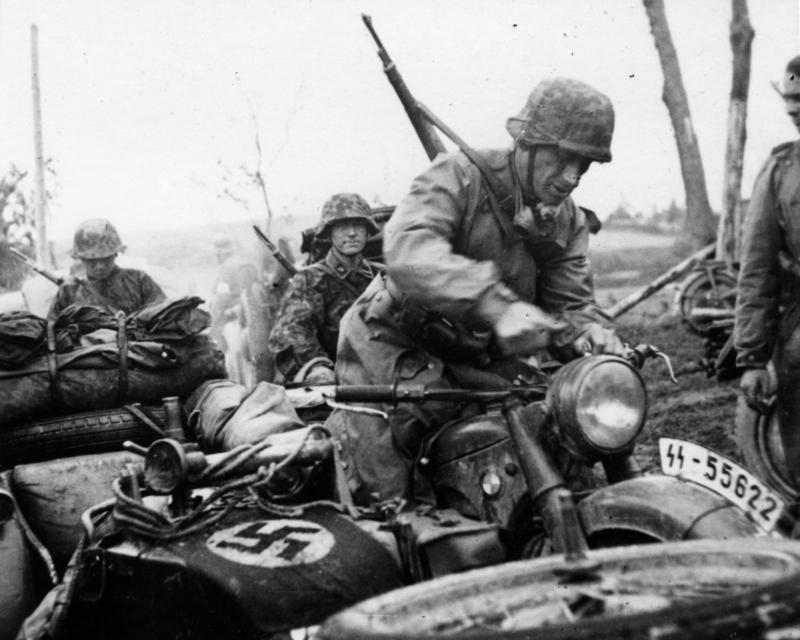
1941年レニングラードでの第3SS師団

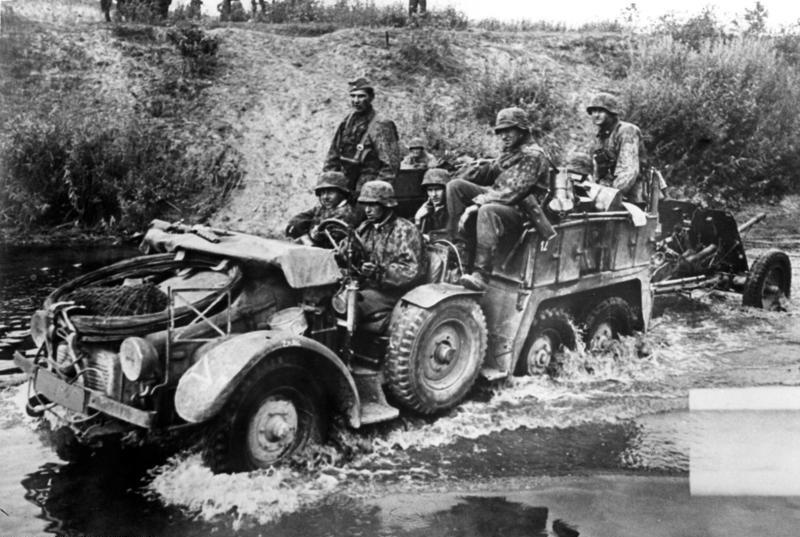
1941年9月、対戦車砲を伴った第3SS師団

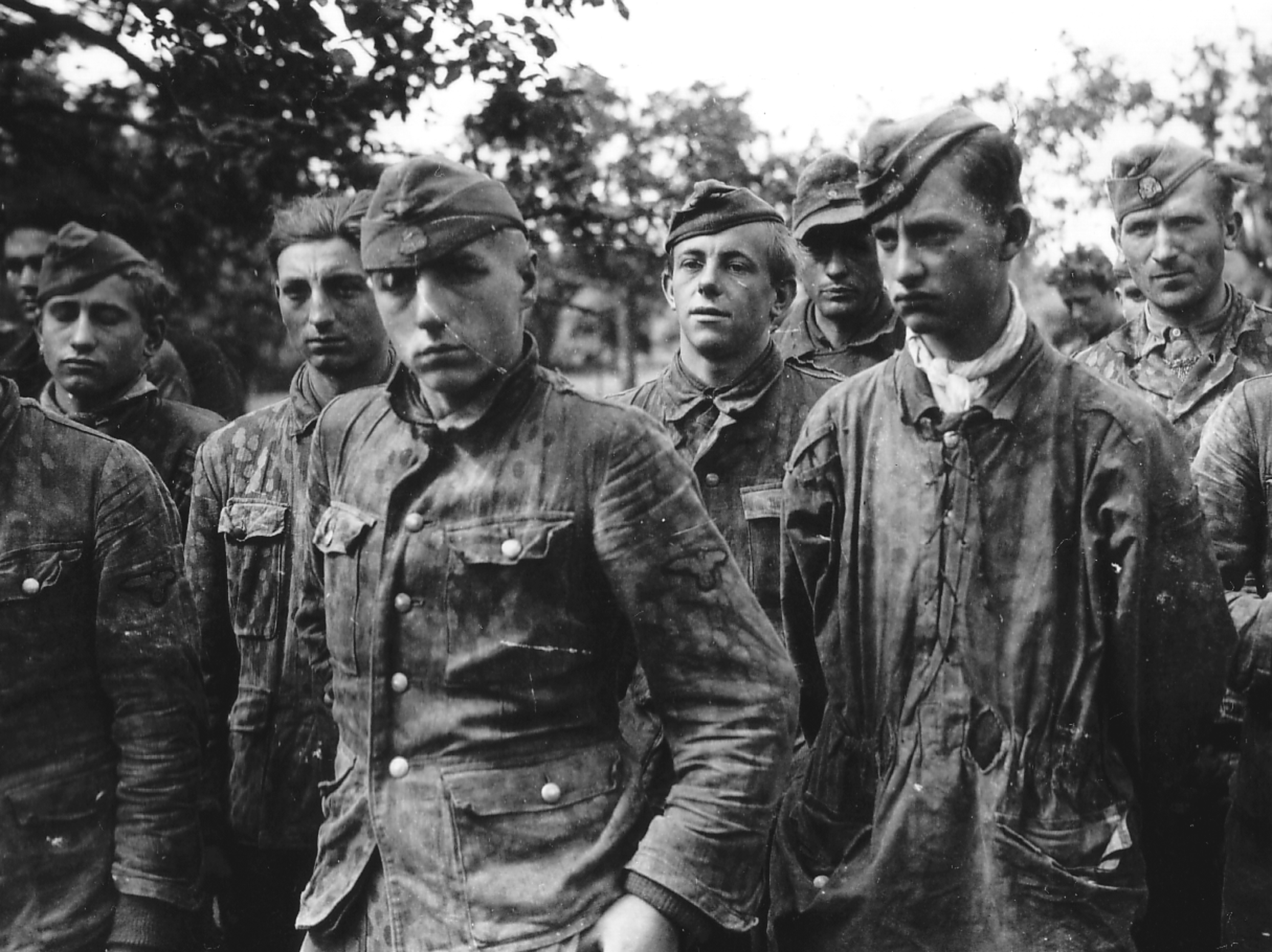
1944年、ノルマンディーで降伏した第3SS師団員

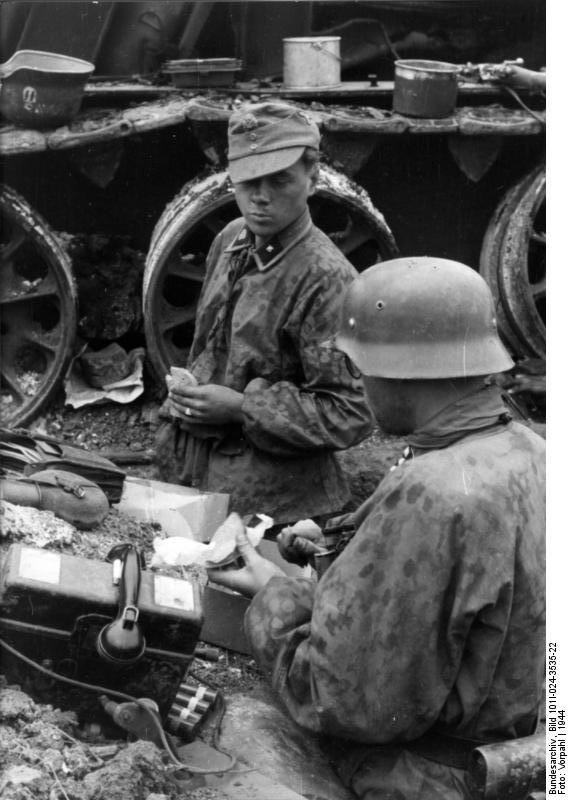
1944年、ルーマニア戦線で食事中の第3SS師団員、後ろにあるのは撃破されたT-34戦車

第3SS装甲師団 トーテンコップ（だいさんSSそうこうしだん―、独: 3. SS-Panzergrenadier-Division "Totenkopf"）は、ナチス政権下における武装親衛隊に38個存在した師団のひとつ。トーテンコップはドイツ語で骸骨、髑髏（どくろ）を意味することと、この師団の構成員が強制収容所維持管理及び警備を担当する親衛隊髑髏部隊（SS-Totenkopfverbände、通称SS-TV）から抽出されたことから、髑髏師団とも呼ばれる。

## フランス戦
1940年フランス侵攻ではA軍集団に編入されるが、5月20日、戦闘経験に乏しい同師団はアラスでマチルダII歩兵戦車等を擁する英軍装甲部隊の反撃を受けて敗走した。結局、フランス戦期間中、同師団は、士官300人以上を含む大きな損害を被った。

## バルバロッサ作戦～デミャンスク包囲戦
1941年4月、バルバロッサ作戦でレニングラード方面を担当する北方軍集団に編入された。リトアニアとラトビアで戦闘を行い、7月までにスターリンラインを突破、7月31日から8月25日にかけて激しい戦闘を行いながらデミャンスクを経てレニングラードに達した。その後、ソ連軍最初の冬期反攻によりデミャンスクで包囲され、激しい戦闘により戦闘団規模になるほど消耗したが、1942年春に友軍戦線に合流し、再編成のためフランスへ向かった。

## 第三次ハリコフ攻防戦～クルスク戦
フランスでの再編成で装甲擲弾兵師団となり、1943年2月の第三次ハリコフ攻防戦で増援として投入され、第1SS装甲師団、第2SS装甲師団とともにハリコフを奪還した。なお、この戦闘期間中、師団長テオドール・アイケが航空機で連絡のとれなかった麾下部隊の捜索中に乗機を撃墜されて戦死している。師団は遺体回収のため敵の戦線を突破し、アイケは完全な軍葬の礼で埋葬された。
第三次ハリコフ攻防戦の結果形成されたクルスク突出部をめぐるクルスクの戦いでは南方軍集団のホトの第4装甲軍の一員として第1SS、第2SSと伴に戦闘に参加、プロホロフカ周辺でプショル川渡河を行うなど激戦を繰り広げた。

## ドニエプル川西岸への後退戦
クルスク戦後、師団は第2SS装甲師団とともに第6軍（スターリングラードで壊滅後に再編）に編入されて、ウクライナ南部のソ連軍のミウス川橋頭堡をめぐる戦闘に投入された。このミウス戦線における7月から8月の戦闘で、師団はクルスク戦の死傷者を上回る損害を被った。続いてダス・ライヒと伴に北部に戻り、ソ連軍の800両以上の戦車を破壊し、重大な人的被害を与えて攻勢を阻止したが、8月23日にハリコフを放棄している。（第四次ハリコフ攻防戦）
9月前半には、同師団はドニエプル川まで後退したが、ソ連第5親衛装甲軍の部隊はクレメンチュグでドニエプルの突破を意図しており、トーテンコップ師団は橋頭堡への戦闘に投入される。その間、1943年10月にトーテンコップは正規の装甲連隊を持つ装甲師団に改編されている。
数カ月におよぶクレメンチュグ橋頭堡をめぐる戦闘の後にソ連軍は突破に成功したため、11月には、同師団はドニエプル西岸の重要都市クリヴォイ・ログの防衛戦に従事した。年が変わり1944年1月においても、トーテンコップはクリヴォイ・ログ近郊で激しい防衛戦に従事しており、同師団とグロースドイッチュラント師団によりソ連軍の突破が回避されていた。

## コルスン包囲戦、ワルシャワ攻防戦
1944年2月、独軍5万6000がコルスンで包囲される。この救出を支援するため同師団はチェルカッシーに向かった。（最終的に第1装甲師団が友軍救出に成功している。）3月の2週間目には、キロボグラードの近くの激闘の後に同師団はバクー川後方に後退し、4月に入りルーマニアまで後退したところでようやく再編成に入ることができた。
7月初め、師団はワルシャワ北方のモドリンにいるギレの第4SS装甲軍団編入のため、ポーランドのグロドノへ移動を命じられた。7月下旬にトーテンコップはワルシャワ前面に展開。その頃、6月に開始されたソ連軍のバグラチオン作戦によりドイツ中央軍集団は壊滅的な状況に陥っており、第4SS装甲軍団が東部戦線中央部においてソ連軍の侵攻を妨げる数少ない存在となっていた。
1944年8月1日、ワルシャワ蜂起が発生したが、同師団は鎮圧には投入されなかった。8月中旬、モドリン近郊の激戦で第4SS装甲軍団はソ連第3装甲軍（ポーランド赤軍師団を含む）を壊滅させた。10月10日に始まった攻勢でも、ヴィスワ川とブーク川の合流点付近で阻止に成功しており、同軍団がハンガリーに移送されるまでソ連軍のワルシャワ侵攻を許さなかった。（西側寄りであったワルシャワ蜂起勢力が壊滅するまで、ソ連軍はワルシャワ侵攻を手控えていたとの説もある。）

## ハンガリーでの戦闘

### ブダペスト救出作戦（コンラート作戦）
1944年12月、ハンガリーのブダペストで包囲された第9SS山岳軍団を救出するため、第4SS装甲軍団は密かにハンガリーに送られ、1945年1月1日にブダペスト北西部より同市を包囲するソ連軍に奇襲攻撃をかける。当初は奇襲効果で突破に成功したが、険しい地形とソ連軍の頑強な抵抗により攻勢は停滞。機甲戦に向いたブダペスト南西部より攻勢を再開、ダニューブ川（ドナウ川）までの突破に成功するが無防備となった突破側面の防衛とソ連軍の抵抗増大により、それ以上の攻勢は不可能となりバラトン湖のラインまで後退する。

### 春の目覚め作戦
アルデンヌから移送された増援の第6SS装甲軍に編入されて、1945年3月の春の目覚め作戦が発動される。しかし春の雪解けによる泥濘とソ連軍の反撃により作戦は頓挫し、重装備のほとんどを失ってオーストリアへ敗走した。

## 降伏
1945年5月にリンツで米軍への降伏を試みるが、結局ソ連に引き渡され、多くの者が処刑されるか、残された者も過酷な収容所生活を送り、生還できた者は僅かであった。

## 戦争犯罪
トーテンコップは他のSS師団とは異なり、SS-TV（強制収容所の看守）をベースに編成された。この部隊の構成員は、テオドール・アイケや、マックス・ジモン、ヘルムート・ベッカーなどのナチ指揮官によって訓練・指導を受けた。 アイケは兵に無情さをすり込み、そして、ダッハウでの独自の訓練の間、部隊は通常時、強制収容所での囚人の看守業務も行っていた。師団の基幹となったSS-TVの第3連隊がポーランドで実戦を経験し、数名が戦争犯罪にかかわったとも言われている。
師団の戦争犯罪で、唯一の記録された例として、1940年5月27日のナチス・ドイツのフランス侵攻において、フランス北部ル・パラディの町で100名弱の英軍ロイヤル・ノーフォーク連隊将兵を処刑した事件がある（en）。指揮官のフリッツ・クノッホライン（de:Fritz Knöchlein事件当時、SS大尉）は、ロイヤル・ノーフォーク連隊が1899年のハーグ陸戦条約に違反して拡張弾頭（ダムダム弾）を使用していたとして起訴し、処刑を行った。しかしながら、この主張はあり得そうに無い。なぜなら戦争の期間中、独英の小火器は全て完全被覆弾（フルメタル・ジャケット）が使用されていたからだ。ただし、現場において銃剣等で弾頭に切込みを入れてダムダム弾同様の効果をあげる弾薬を使用していた可能性はある。ちなみにこれは他国の軍隊でも同様のことは行われていた（小説等で良く見かける表現だが、弾頭部に切れ込みを入れた場合、発砲と同時に銃身内で弾芯と被覆が分離し、意味がないばかりか、そのまま連続発砲すると銃身破壊に至る。ただし、弾頭の構造によっては問題ない場合がある。）。戦後、彼は戦争犯罪で有罪判決を受け、絞首刑にされた。また1940年6月18日、フランス中部クラムシーの町において、師団に属すると思われるドイツ兵らが、北アフリカ戦線のフランス軍捕虜41人（セネガル人歩兵を含む）を処刑したとされている。
師団の高い死傷率により、1943年後半には実際には元々の人員が入れ替わるほどの被害を受けていた。続く東部戦線の戦いにおける師団の記録では残忍な戦争犯罪は残されていないが、残忍な評判は残存し続けた。

## 指揮官
- 1939/10/01-1941/07/07 SS大将 テオドール・アイケ
- 1941/07/07-1941/07/18 SS大将 マティアス・クラインハイスターカンプ
- 1941/07/18-1941/09/19 SS大将 ゲオルク・ケプラー（ドイツ語版）
- 1941/09/19-1943/02/26 SS大将 テオドール・アイケ
- 1943/02/26-1943/04/27 SS大将 ヘルマン・プリース
- 1943/04/27-1943/05/15 SS中将 ハインツ・ラマーディング
- 1943/05/15-1943/10/22 SS中将 マックス・ジモン（ドイツ語版）
- 1943/10/22-1944/06/21 SS大将 ヘルマン・プリース
- 1944/06/21-1945/05/08 SS少将 ヘルムート・ベッカー（ドイツ語版）

## 部隊編成

### 1939年 SSトーテンコップ師団
- SSトーテンコップ第1歩兵連隊 - （SS-Totenkopf-Infanterie-Regiment 1）
- SSトーテンコップ第2歩兵連隊 - （SS-Totenkopf-Infanterie-Regiment 2）
- SSトーテンコップ第3歩兵連隊 - （SS-Totenkopf-Infanterie-Regiment 3）
- SSトーテンコップ砲兵連隊 - （SS-Totenkopf-Artillerie-Regiment）
- SSトーテンコップ砲兵大隊 - （SS-Totenkopf-Artillerie-Abteilung）
- SSトーテンコップ偵察大隊 - （SS-Totenkopf-Aufklärungs-Abteilung）
- SSトーテンコップ対戦車大隊 - （SS-Totenkopf-Panzerabwehr-Abteilung）
- SSトーテンコップ工兵大隊 - （SS-Totenkopf-Pionier-Bataillon）
- SSトーテンコップ通信大隊 - （SS-Totenkopf-Nachrichten-Abteilung）

### 1942年 SS装甲擲弾兵師団「トーテンコップ」
- SS第1装甲擲弾兵連隊トーテンコップ - （SS-Panzergrenadier-Regiment 1 Totenkopf）
- SS第3装甲擲弾兵連隊トーテンコップ - （SS-Panzergrenadier-Regiment 3 Totenkopf）
- 第3戦車連隊 - （Panzer-Regiment 3）
- SSトーテンコップ突撃砲大隊 - （SS-Totenkopf-Sturmgeschütz-Abteilung）
- SSトーテンコップ偵察大隊 - （SS-Totenkopf-Aufklärungs-Abteilung）
- SSトーテンコップオートバイ兵大隊 - （SS-Totenkopf-Kradschützen-Bataillon）
- SSトーテンコップ装甲猟兵大隊 - （SS-Totenkopf-Panzerjäger-Abteilung）
- SSトーテンコップ工兵大隊 - （SS-Totenkopf-Pionier-Bataillon）
- SSトーテンコップ対空大隊 - （SS-Totenkopf-Flak-Abteilung）
- SSトーテンコップ通信大隊 - （SS-Totenkopf-Nachrichten-Abteilung）

### 1944年 第3SS装甲師団「トーテンコップ」
- SS第3戦車連隊「トーテンコップ」 - （SS Panzer-Regiment 3 Totenkopf）
- SS第5装甲擲弾兵連隊「トゥーレ」  - （SS Panzer-Grenadier-Regiment 5 Thule）
- SS第6装甲擲弾兵連隊「テオドール・アイケ」 - （SS Panzer-Grenadier-Regiment 6 „Theodor Eicke“）
- SS第3装甲砲兵連隊 - （SS Panzer-Artillerie-Regiment 3）
- SS第3対空砲兵大隊 - （SS Flak-Artillerie-Abteilung 3）
- SS第3突撃砲大隊 - （SS Sturmgeschütz-Abteilung 3）
- SS第3装甲偵察大隊 - （SS Panzer-Aufklärungs-Abteilung 3）
- SS第3装甲猟兵大隊 - （SS Panzerjäger-Abteilung 3）
- SS第3装甲工兵大隊 - （SS Panzer-Pionier-Bataillon 3）
- SS第3装甲通信大隊 - （SS Panzer-Nachrichten-Abteilung 3）
- SS第3補給部隊 - （SS Versorgungs-Einheiten 3）